# 出关
《出关》是鲁迅的小说，写老子晚年的故事。

## 情节
孔子两次问學于老子，老子认为孔子必不容他，遂骑青牛到函谷关。关尹喜留老子讲学，结果谁也听不懂，又请老子编讲义，老子于是写了五千字交账，出函谷关去了。

## 历史
作于1935年12月，最初发表在1936年1月20日的《海燕》月刊第一期，后收入《故事新编》。出版后，邱韵铎发文认为作者以老子自况，情绪悲观消沉，希望作家们“继续地运用他们的心力和笔力，倾注到更有利于社会变革的方面”；徐北辰则认为《出关》“一句两句的零碎讽刺很多，但却看不准他究竟在讽刺谁，好像是傅东华，然而也只是好像而已”。为回应批评，鲁迅发表了《〈出关〉的“关”》，称老子是“‘无为而无不为’的一事不做，徒作大言的空谈家”，“我同意于关尹子的嘲笑：他是连老婆也娶不成的。于是加以漫画化，送他出了关，毫无爱惜。”

## 评论
主流观点根据鲁迅的解说认为，《出关》借孔子、老子、关尹喜的形象，讽刺和批判了文艺界的空谈、诈伪、市侩风气。日本学者片山智行认为：“《出关》的老子完全是一个否定的形象，这一点是毋庸置疑的。”王学谦则认为：“鲁迅说，老子之所以被读者误解，是因为他对老子漫画化的程度不够。鲁迅没有意识到的是，这种漫画程度不够实际上包含着潜意识的对老子的认同。”而董炳月认为《出关》重构了孔子的正面形象，“将‘原孔子’置于先秦诸子之中，通过褒孔贬老、援墨入儒建立了‘人格孔子’。这种孔子观与鲁迅早年建立并一生坚持的‘立人’思想一脉相承。”

## 原始文献
- 维基文库中的相關文獻：出关
- 维基文库中的相關文獻：《出关》的“关”